# Ясьвілкі
Ясьвілкі (пол. Jaświłki) — село в Польщі, у гміні Ясвіли Монецького повіту Підляського воєводства.
Населення — 42 особи (2011).
У 1975-1998 роках село належало до Білостоцького воєводства.

## Демографія
Демографічна структура станом на 31 березня 2011 року:
|          | Загалом | Допрацездатний вік | Працездатний вік | Постпрацездатний вік |
| -------- | ------- | ------------------ | ---------------- | -------------------- |
| Чоловіки | 23      | 2                  | 19               | 2                    |
| Жінки    | 19      | 3                  | 11               | 5                    |
| Разом    | 42      | 5                  | 30               | 7                    |